# Municipio de Yajalón
El Municipio de Yajalón es uno de los 124 municipios que conforman el estado de Chiapas, su cabecera es la localidad de Yajalón.

## Toponimia
La palabra Yajalón significa en la lengua tseltal, "Tierra verde".

## Geografía

### Límites
Las coordenadas extremas del municipio son: al norte 17°16' de latitud norte; al sur 17°06' de latitud; al este 92°12' de longitud oeste; al oeste 92°27' de longitud. Con una superficie territorial de 209.3 km² ocupa el 0.3% del territorio estatal. El municipio de Yajalón colinda con los siguientes municipios:
- Al norte: Tila y Tumbalá.
- Al este: Chilón.
- Al sur: Chilón y Pantelhó.
- Al oeste: Simojovel.

### Clima
Los climas existentes en el municipio son: Cálido húmedo con lluvias abundantes de verano (10.76%), Cálido húmedo con lluvias todo el año (7.14%), Semicálido húmedo con lluvias abundantes de verano (0.01%), Semicálido húmedo con lluvias todo el año (74.35%) y Templado húmedo con lluvias todo el año (7.75%).
En los meses de mayo a octubre, las temperaturas mínimas promedio se distribuyen porcentualmente de la siguiente manera: de 9 a 12 °C (2.97%), de 12 a 15 °C (22.32%), de 15 a 18 °C (58.5%) y de 18 a 21 °C (16.2%). En tanto que las máximas promedio en este periodo son: De 21 a 24 °C (7.34%), de 24 a 27 °C (43.88%), de 27 a 30 °C (44.55%) y de 30 a 33 °C (4.22%).
Durante los meses de noviembre a abril, las temperaturas mínimas promedio se distribuyen porcentualmente de la siguiente manera: de 6 a 9 °C (8.3%), de 9 a 12 °C (31.43%), de 12 a 15 °C (57.63%) y de 15 a 18 °C (2.63%). Mientras que las máximas promedio en este mismo periodo son: De 18 a 21 °C (28.08%), de 21 a 24 °C (57.59%) y de 24 a 27 °C (14.33%).
En los meses de mayo a octubre, la precipitación media es: de 1400 a 1700 mm (38.95%), de 1700 a 2000 mm (49.43%), y de 2000 a 2300 mm (11.62%). En los meses de noviembre a abril, la precipitación media es: de 400 a 500 mm (15.92%), de 500 a 600 mm (36.89%), de 600 a 700 mm (38.58%), de 700 a 800 mm (8.01%) y de 800 a 1000 mm (0.59%).

### Vegetación
La cobertura vegetal y el aprovechamiento del suelo en el municipio se distribuye de la siguiente manera: Agricultura de temporal (40.74%), Bosque mesófilo de montaña (secundaria) (25.54%), Selva alta perennifolia (secundaria) (17.46%), Bosque mesófilo de montaña (8.83%), Bosque de pino-encino (secundaria) (3.62%), Pastizal cultivado (3.37%), y Otros (0.44%).

### Edafología
Los tipos de suelos presentes en el municipio son: Luvisol (45.77%), Phaeozem (42.13%), Leptosol (5.93%), Vertisol (5.73%), y N/A (0.44%).

### Geología
Los tipos de roca que conforman la corteza terrestre en el municipio son: Caliza (roca sedimentaria) (78.29%), Arenisca (roca sedimentaria) (13.86%) y Lutita-Arenisca (roca sedimentaria) (7.85%).

### Fisiografía
El municipio se ubica en la región fisiográfica Montañas del Norte.
La altura del relieve varía entre los 500 m y los 2.400 m s. n. m. .
Las formas del relieve presentes en el municipio son: Sierra alta escarpada compleja (81.64%) y Sierra alta de laderas tendidas (18.36%).

### Hidrografía
El municipio se ubica dentro de las subcuencas R. Shumulá y R. Chacté que forman parte de la cuenca R. Grijalva - Villahermosa.
Las principales corrientes de agua en el municipio son: Río Yajalón, Arroyo Tzajalá, Arroyo Takinukum, Arroyo Agua Blanca, Arroyo Agua de Luna, Arroyo Shashijá, Arroyo Chapuyil, Arroyo Colipá, Arroyo Ocot y Arroyo Ixcamut; y las corrientes intermitentes: Arroyo Samutilá.

### Áreas Naturales Protegidas
Este municipio no cuenta con áreas naturales protegidas o bajo conservación.

## Demografía
De acuerdo a los resultados del Censo de Población y Vivienda de 2020 realizado por el Instituto Nacional de Estadística y Geografía, la población total de Yajalón es de 40 285 habitantes, de los cuales 19 590 son hombres y 20 695 son mujeres.

### Localidades
En el censo de 2020 el municipio de Yajalón contaba con 223 localidades.
| Código INEGI      | Localidad         | Población (2020) |
| ----------------- | ----------------- | ---------------- |
| 071090001         | Yajalón           | 18 926           |
| 071090004         | Amado Nervo       | 1 578            |
| 071090030         | Lázaro Cárdenas   | 1 414            |
| Otras localidades | Otras localidades | 18 367           |
| Total municipal   | Total municipal   | 40 285           |